# 1982 en sociologie
| Années de la sociologie : 1979 - 1980 - 1981 - 1982 - 1983 - 1984 - 1985    |
| Décennies de la sociologie : 1950 - 1960 - 1970 - 1980 - 1990 - 2000 - 2010 |

Cet article présente les événements de l'année 1982 dans le domaine de la sociologie.

## Publications

### Livres
- Raymond Boudon, François Bourricaud, Dictionnaire critique de la sociologie
- Centre for Contemporary Cultural Studies, The Empire Strikes Back: Race and Racism in 70s Britain
- Colin Crouch, Trade unions : the logic of collective action
- Andre Gunder Frank, Dynamics of the Global Crisis
- Edmund Leach, Social Anthropology
- Doug McAdam, Political Process and the Development of the Black Insurgency 1930-1970
- Ralph Miliband, Capitalist Democracy in Britain
- Karl Popper, Quantum theory and the Schism in Physics
- Rosalind Williams, Dream Worlds

## Congrès
- Xe congrès de l'Association internationale de sociologie — Mexico, Mexique.

## Décès
- 19 novembre : Erving Goffman.

## Autres
- Erving Goffman devient président de l'Association américaine de sociologie